# Biatlon la Jocurile Olimpice de iarnă din 2014
Probele sportive de biatlon la Jocurile Olimpice de iarnă din 2014 se desfășoară în perioada 8-22 februarie 2014 la Soci, Rusia, la Complexul de biatlon și schi Laura. Numărul de probe masculin este egal cu cel feminin (5-5) iar pentru prima dată, va fi prezentă o probă de ștafetă mixtă.

## Calendarul competiției
Acest calendar cuprinde toate cele 11 probe de biatlon.
Toate orele sunt în Ora României (UTC+2).
| Dată         | Oră   | Probă                         |
| ------------ | ----- | ----------------------------- |
| 8 februarie  | 16:30 | Sprint masculin 10 km         |
| 9 februarie  | 16:30 | Sprint feminin 7,5 km         |
| 10 februarie | 17:00 | Pursuit masculin 12,5 km      |
| 11 februarie | 17:00 | Pursuit feminin 10 km         |
| 13 februarie | 16:00 | Individual masculin 20 km     |
| 14 februarie | 16:00 | Individual feminin 15 km      |
| 16 februarie | 17:00 | Start în masă masculin 15 km  |
| 17 februarie | 17:00 | Start în masă feminin 12,5 km |
| 19 februarie | 16:30 | Ștafetă mixtă 4 x 6km/7,5 km  |
| 21 februarie | 16:30 | Ștafetă feminină 4 x 6 km     |
| 22 februarie | 16:30 | Ștafetă masculină 4 x 7.5 km  |

## Sumar medalii

### Clasament pe țări
| Loc   | Țară           | Aur | Argint | Bronz | Total |
| ----- | -------------- | --- | ------ | ----- | ----- |
| 1     | Norvegia (NOR) | 3   | 1      | 2     | 6     |
| 2     | Belarus (BLR)  | 3   | 0      | 1     | 4     |
| 3     | Franța (FRA)   | 2   | 1      | 1     | 4     |
| 4     | Ucraina (UKR)  | 1   | 0      | 1     | 2     |
| 5     | Slovacia (SVK) | 1   | 0      | 0     | 1     |
| 6     | Cehia (CZE)    | 0   | 3      | 2     | 5     |
| 7     | Rusia (RUS)    | 0   | 2      | 1     | 3     |
| 8     | Austria (AUT)  | 0   | 1      | 0     | 1     |
| 8     | Germania (GER) | 0   | 1      | 0     | 1     |
| 8     | Elveția (SUI)  | 0   | 1      | 0     | 1     |
| 11    | Italia (ITA)   | 0   | 0      | 1     | 1     |
| 11    | Slovenia (SLO) | 0   | 0      | 1     | 1     |
| Total | Total          | 10  | 10     | 10    | 30    |

### Masculin
| Probă sportivă | Aur                                                                              | Aur       | Argint                                                                    | Argint    | Bronz                                                                                    | Bronz     |
| Individual     | Martin Fourcade · Franța (FRA)                                                   | 49:31,7   | Erik Lesser · Germania (GER)                                              | 49:43,9   | Evgheni Garanicev · Rusia (RUS)                                                          | 50:06,2   |
| Sprint         | Ole Einar Bjoerndalen · Norvegia (NOR)                                           | 24:33,5   | Dominik Landertinger · Austria (AUT)                                      | 24:34,8   | Jaroslav Soukup · Cehia (CZE)                                                            | 24:39,2   |
| Pursuit        | Martin Fourcade · Franța (FRA)                                                   | 33:48,6   | Ondřej Moravec · Cehia (CZE)                                              | 34:02,7   | Jean-Guillaume Béatrix · Franța (FRA)                                                    | 34:12,8   |
| Start în bloc  | Emil Hegle Svendsen · Norvegia (NOR)                                             | 42:29.1   | Martin Fourcade · Franța (FRA)                                            | 42:29.1   | Ondřej Moravec · Cehia (CZE)                                                             | 42:42.9   |
| Ștafetă        | Rusia (RUS) · Aleksei Volkov · Evgheni Ustiugov · Dmitri Malîșko · Anton Șipulin | 1:12:15.9 | Germania (GER) · Erik Lesser · Daniel Böhm · Arnd Peiffer · Simon Schempp | 1:12:19.4 | Austria (AUT) · Christoph Sumann · Daniel Mesotitsch · Simon Eder · Dominik Landertinger | 1:12:45.7 |

### Feminin
| Probă sportivă | Aur                                                                             | Aur       | Argint                                                                           | Argint    | Bronz                                                                            | Bronz     |
| Individual     | Daria Domraceva · Belarus (BLR)                                                 | 43:19.6   | Selina Gasparin · Elveția (SUI)                                                  | 44:35.3   | Nadejda Skardino · Belarus (BLR)                                                 | 44:57.8   |
| Sprint         | Anastasia Kuzmina · Slovacia (SVK)                                              | 21:06,8   | Olga Viluhina · Rusia (RUS)                                                      | 21:26,7   | Vita Semerenko · Ucraina (UKR)                                                   | 21:28,5   |
| Pursuit        | Daria Domraceva · Belarus (BLR)                                                 | 29:30,7   | Tora Berger · Norvegia (NOR)                                                     | 30:08,3   | Teja Gregorin · Slovenia (SLO)                                                   | 30:12,7   |
| Start în bloc  | Daria Domraceva · Belarus (BLR)                                                 | 35:25.6   | Gabriela Soukalová · Cehia (CZE)                                                 | 35:45.8   | Tiril Eckhoff · Norvegia (NOR)                                                   | 35:52.9   |
| Ștafetă        | Ucraina (UKR) · Vita Semerenko · Julia Dijma · Vali Semerenko · Olena Pidhrușna | 1:10:02.5 | Rusia (RUS) · Yana Romanova · Olga Zaițeva · Ekaterina Șumilova · Olga Vilukhina | 1:10:28.9 | Norvegia (NOR) · Fanny Horn · Tiril Eckhoff · Ann Kristin Flatland · Tora Berger | 1:10:40.1 |

### Mixt
| Probă sportivă | Aur                                                                                        | Aur       | Argint                                                                                 | Argint    | Bronz                                                                             | Bronz     |
| Ștafetă        | Norvegia (NOR) · Tora Berger · Tiril Eckhoff · Ole Einar Bjoerndalen · Emil Hegle Svendsen | 1:09:17.0 | Cehia (CZE) · Veronika Vítková · Gabriela Soukalová · Jaroslav Soukup · Ondřej Moravec | 1:09:49.6 | Italia (ITA) · Dorothea Wierer · Karin Oberhofer · Dominik Windisch · Lukas Hofer | 1:10:15.2 |